# 稲田正純
稲田 正純（いなだ まさずみ、1896年（明治29年）8月27日 - 1986年（昭和61年）1月24日）は、日本の陸軍軍人。陸士29期・陸大37期恩賜。最終階級は陸軍中将。

## 経歴
鳥取県（日野町）出身。陸軍三等軍医（少尉相当官。戦死）・稲田清淳の二男。米子中学校（現在の米子東高校）、広島陸軍地方幼年学校、中央幼年学校を経て、1917年（大正6年）5月、陸軍士官学校（29期）を卒業、同年12月、陸軍砲兵少尉に任官して野砲兵第10連隊付。1920年（大正9年）11月に陸軍砲工学校高等科を卒業し、さらに1925年（大正14年）11月、陸軍大学校（37期）を優等（3席）で卒業して恩賜の軍刀を拝受。
参謀本部付勤務、参謀本部部員、フランス駐在（フランス陸軍大学校卒業）、野戦重砲兵第2連隊大隊長、陸大教官、参謀本部部員（防衛課）、陸軍省軍務局軍事課高級課員などを経て昭和13年7月に陸軍砲兵大佐に進級。参謀本部第2課長（作戦課長）（1938年（昭和13年）3月1日 - 1939年（昭和14年）10月12日、ノモンハン事件当時）、参謀本部付、陸軍習志野学校付、阿城重砲兵連隊長、第5軍参謀副長を歴任し、1941年（昭和16年）10月、陸軍少将に進級。
1942年（昭和17年）7月に第5軍参謀長に転じ、1943年（昭和18年）2月に南方軍総参謀副長に補されるが、南方軍隷下の緬甸方面軍・第15軍の立案したインパール作戦の無謀を繰り返し指摘し、強硬な反対を続けたため、同年10月15日付で南方軍総参謀副長を更迭されて第19軍司令部付となった
。1943年（昭和18年）10月に第2野戦根拠地隊司令官、1944年（昭和19年）4月に第6飛行師団長心得、同年8月15日に停職、同年10月に第3船舶輸送司令官、1945年（昭和20年）4月に陸軍中将に進級すると同時に陸軍兵器本廠付。同年5月に第16方面軍参謀長に補され、九州で本土決戦に備えていたが終戦を迎え、同年11月に復員した。
1946年（昭和21年）8月、九州大学生体解剖事件及び油山事件（油山米兵捕虜斬首事件）の戦犯容疑で巣鴨プリズンに入所し、1947年（昭和22年）11月28日、公職追放仮指定を受け、1948年（昭和23年）8月、横浜軍事法廷でBC級戦犯として重労働7年の判決を受けたが、1951年（昭和26年）6月に釈放された。その後電源開発嘱託、日米石油役員など務めた。

## 人物

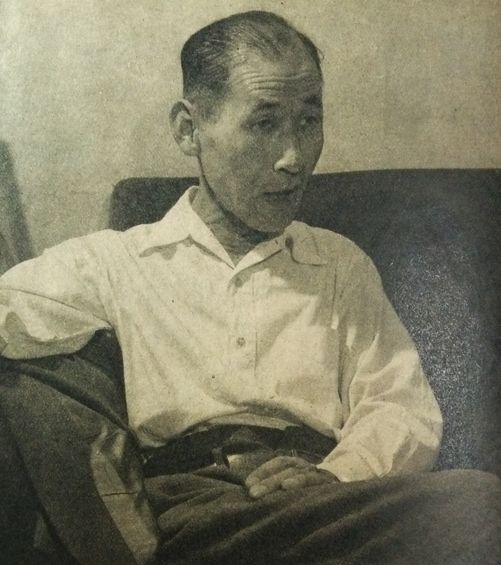
1952年

- 1975年（昭和50年）頃、ノモンハン事件を執筆しようと考えていた作家の司馬遼太郎が、文藝春秋の半藤一利とともに稲田のもとを訪れた。事件当時の参謀本部作戦課長であった稲田は、「とにかく悪いのはみんな関東軍だ。現地が言う事を聞かなかったからあんなことになった」「国境線のことは関東軍に任せていた」というような話しかしない。その無責任な態度に司馬遼太郎は、「いくらなんでもあんまりじゃないか。こんな奴が作戦課長だったのかと、心底あきれた」と半藤に語ったという[11]。
- 第六飛行師団長心得としてニューギニア島のホーランディアに駐屯していた時に、米軍の奇襲上陸を受け、這う這うの体で、師団は西方に230キロ離れたサルミに撤退した。師団の兵員も含めて，14,500名のホーランディア守備隊のうち，二か月後にサルミにたどりついた将兵はわずか1,500名に過ぎなかった。米軍がサルミに侵攻する兆しが見えると、稲田は空中勤務者13名と司令部要員だけを連れ、大部分の部下を見捨てて後方に脱出した。独りよがりな稲田の行動は陸軍部内でも問題となり、のちに停職二か月の処分に付される[12]。

## 親族
- 妻 和子 阿部信行（第36代内閣総理大臣･陸軍大将）の娘[1]
- 兄 坂西一良（陸軍中将）[1]

## 栄典
勲章
- 1943年（昭和18年）10月9日  - 勲二等瑞宝章[13]